# Emivest Aerospace SJ30
Die Emivest Aerospace SJ30 der Emivest Aerospace Corporation (EAC) zählt zur Kategorie der leichten Geschäftsreiseflugzeuge. Ab 2009 sollte die Serienproduktion anlaufen. Das erste flugfähige Modell wurde 1996 vom ursprünglichen Hersteller Sino Swearingen Aircraft Corporation Inc. (SSAC) unter der Bezeichnung SJ 30-2 fertiggestellt.

## Hersteller/Historie
Der ursprüngliche Entwurf für das Flugzeug geht auf Ed Swearingen zurück, der bereits an der Konstruktion des Learjets mitgearbeitet hat. Ed Swearingen war im Gegensatz zu anderen Konstrukteuren der Auffassung, dass der Verzicht auf eine hohe Reisegeschwindigkeit und Reichweite zu Gunsten einer großen Kabine ein Irrweg sei. Aus diesem Grunde besitzt die SJ30 nur eine kleine Kabine, setzt aber in Bezug auf Geschwindigkeit und Reichweite Maßstäbe.
Ursprünglicher Hersteller war das in San Antonio ansässige Unternehmen Sino Swearingen Aircraft Corporation Inc. (SSAC), welches im Verlauf seiner Geschichte mehrfach mit finanziellen Problemen zu kämpfen hatte. Die Entwicklung des Flugzeuges begann bereits in den späten 1980er Jahren unter der Bezeichnung SA30 Fanjet. Die Produktion schritt nur schleppend voran. Das Modell SJ30-2 fliegt seit dem 8. November 1996, es nahm die Flugerprobung erst Ende 2000 auf. Dazu stieg eine taiwanische Investmentgesellschaft bei Sino Swearingen ein und finanzierte die teuren Testverfahren zur Erlangung der amerikanischen Zulassung durch die FAA im Jahre 2006. 2008 erfolgt schließlich die Übernahme der meisten Aktien durch die Investoren aus den VAE.

### Emivest Aerospace SJ30
Bis Juni 2008 wurde das Unternehmen von der Emivest (Emirates Investment and Development Corporation) aus den VAE (80 % der Aktien) und Taiwan fast vollständig übernommen und in Emivest Aerospace Corporation (EAC) umbenannt. Das Modell SJ30 erhielt im Oktober 2005 die FAA-Zulassung. Die Fertigung erfolgt in den Werken in San Antonio (TX) und in Martinsburg (West Virginia). Unter der neuen Leitung sollte die Produktion erheblich erhöht werden, auf jährlich 40–45 Flugzeuge ab 2010. Der US-amerikanische Schauspieler und Oscar-Preisträger Morgan Freeman besitzt seit 2009 eine SJ30 (Seriennummer 0010).
Am 20. Oktober 2010 gab die Emivest Aerospace Corporation bekannt, nach Chapter 11 des Insolvenzrechts der Vereinigten Staaten, Insolvenz zu beantragen, mit dem Ziel das Unternehmen zu veräußern oder zu schließen. Das Unternehmen wurde im April 2011 im Zuge des Insolvenzverfahrens an die in Cedar City (Utah) ansässige Firma Metalcraft Technologies LLC für 3,5 Millionen US-Dollar verkauft.

### SyberJet
Der Eigentümer der Metalcraft Technologies LLC David Grant gab im Juni 2011 bekannt, das Unternehmen in SyberJet Aircraft und das Flugzeug in SyberJet umzubenennen. Metalcraft ist seit dem Beginn des Programms der Hersteller der Rumpfteile des Flugzeuges.

## Technische Besonderheit
Die SJ30 ist mit 12,90 m Spannweite, einer Länge von 14,26 m und einer Höhe von 4,33 m relativ kompakt. Die herausragenden Leistungen der SJ30 bei Geschwindigkeit und Reichweite sind u. a. ihrer Fähigkeit zu verdanken, in besonders großen Höhen operieren zu können. Die Zelle ist für einen Druckunterschied von 12 psi (über 800 mbar) ausgelegt, wodurch in der Kabine bis zu einer Dienstgipfelhöhe von 41.000 ft (ca. 12,5 km) ein Luftdruck wie auf Meereshöhe herrscht. Der maximale Dienstgipfel liegt bei 49.000 ft (fast 15 km), zum Vergleich erreicht z. B. eine Boeing 777 nur maximal 43.000 ft (etwa 13,1 km).
Die Fähigkeit, in großen Höhen zu operieren, gepaart mit der kleinen Kabine und einem relativ geringen Leergewicht von 3,5 Tonnen, ermöglichen der SJ30 bei einer maximalen Startmasse von 5987 kg mit 2200 kg Treibstoff bis zu 2500 nm (über 4600 km) nonstop zu fliegen. Ein bis zwei Piloten und bis zu 7 Passagiere bzw. maximal 635 kg Nutzlast sind möglich. Angetrieben wird die SJ30 von zwei Zweiwellen-Turbofan-Triebwerken Williams International FJ44-2A.
Der Preis einer typischen SJ30 wurde auf der 2008er Farnborough Air Show mit etwa 7,5 Millionen US-$ angegeben.